# Ermesinda
Ermesinda (oko 720. ili oko 730. – ?) (Ormisenda) bila je kraljica supruga Kraljevine Asturije kao žena kralja Alfonsa I. Katoličkog, koji je brakom polagao pravo na prijestolje.
Prema latinskoj kronici, Ermesinda je bila kći prvoga asturijskog kralja, Pelagija i njegove supruge, Gaudiose te sestra drugog kralja, Favile. Ermesinda se udala za Alfonsa, koji je naslijedio Favilu te je Ermesinda postala kraljica. Nepoznato je kada je Ermesinda rođena. Pretpostavka je da je Ermesinda rođena u Asturiji.
Alfons i Ermesinda dobili su troje djece: Fruelu I., Vimarana i Adosindu.